# Heinkel Kabine
Heinkel Kabine byl 2+2místný miniautomobil nabízený od října 1956 firmou Ernst Heinkel AG ve Stuttgartu-Zuffenhausenu. Šlo o její jediný typ automobilu vůbec. Prototyp byl představen už začátkem roku 1955. Výroba byla pro ztrátovost a i z důvodu úmrtí Ernsta Heinkela ukončena v červnu 1958.

## Vznik

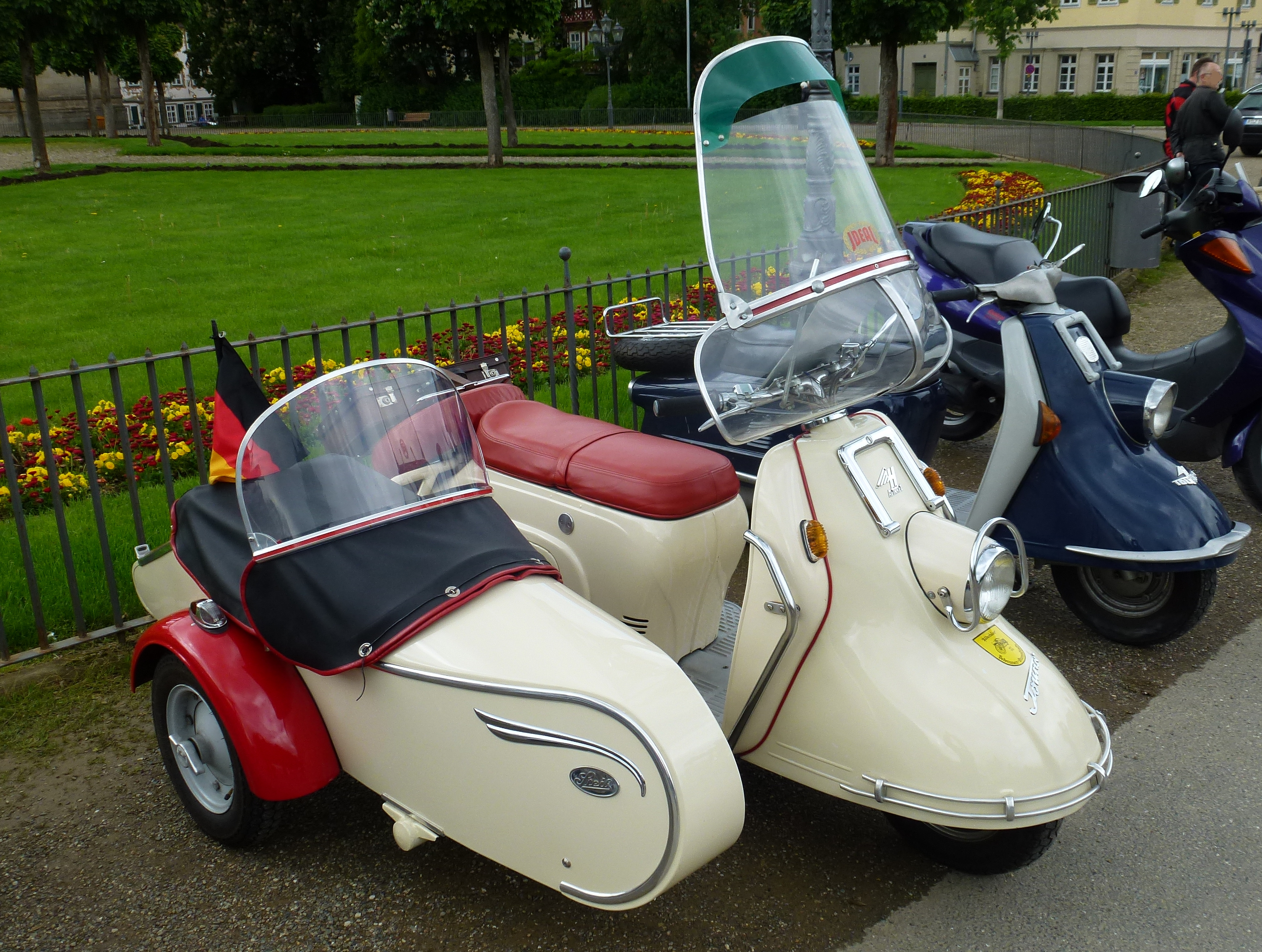
Skútr Heinkel Tourist s čelním sklem a postranním vozíkem, za ním sólo

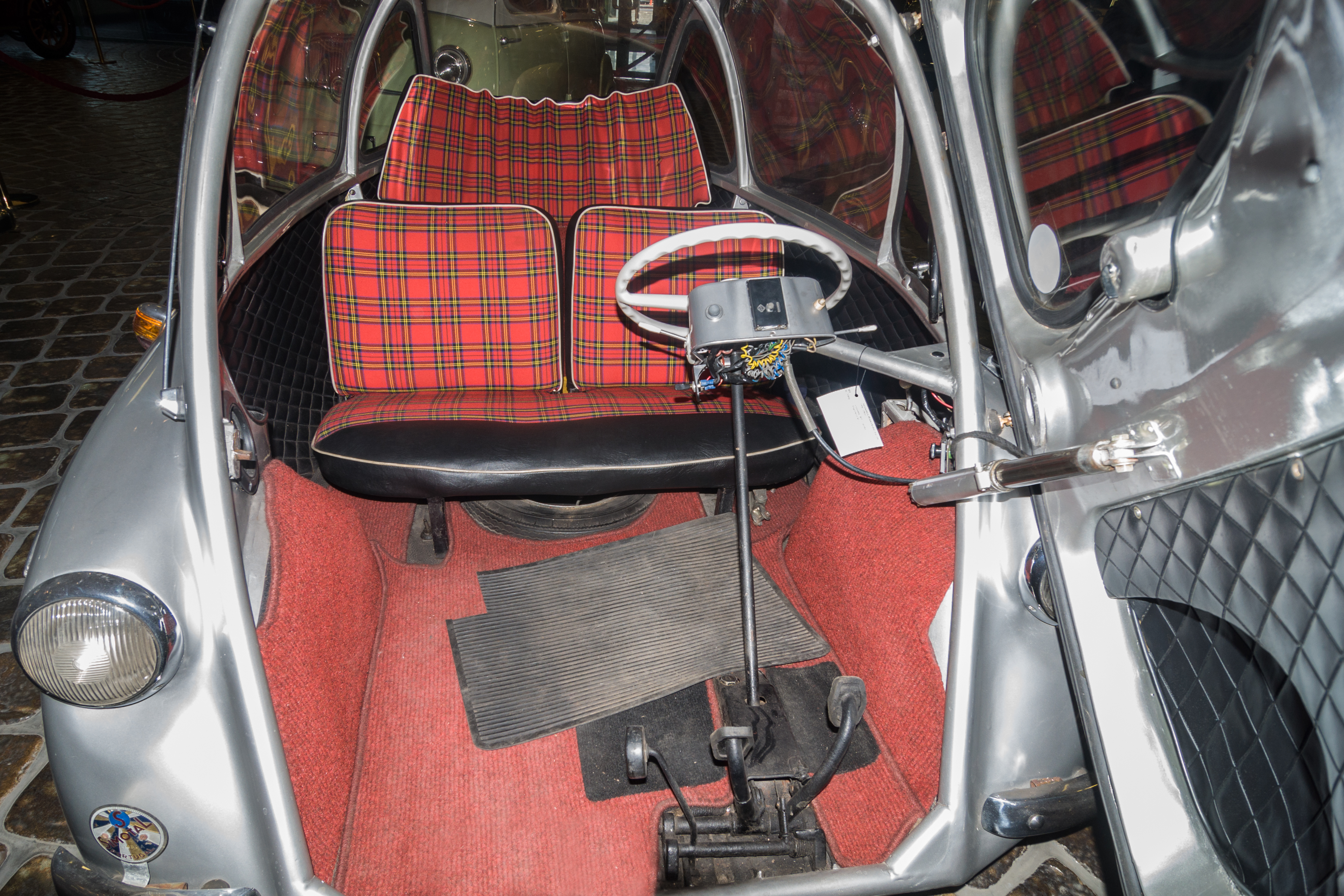
Interiér, přední sedačka se sklopnými opěradly

Po druhé světové válce nesměl Heinkel stavět letadla. Jednou z náhrad, kterou začal vyrábět v roce 1953 byl velký a těžký skútr Tourist poháněný jednoválcovým 174 cm³ vzduchem chlazeným čtyřdobým motorem  s rozvodem OHV. Prodej se brzy začal zpomalovat a Ernst Heinkel se na Ženevském autosalonu v březnu 1954 inspiroval minivozem Isetta a pověřil své konstruktéry návrhem podobného vozu. Prodejní cena se měla pohybovat na úrovni skútru s postranním vozíkem.

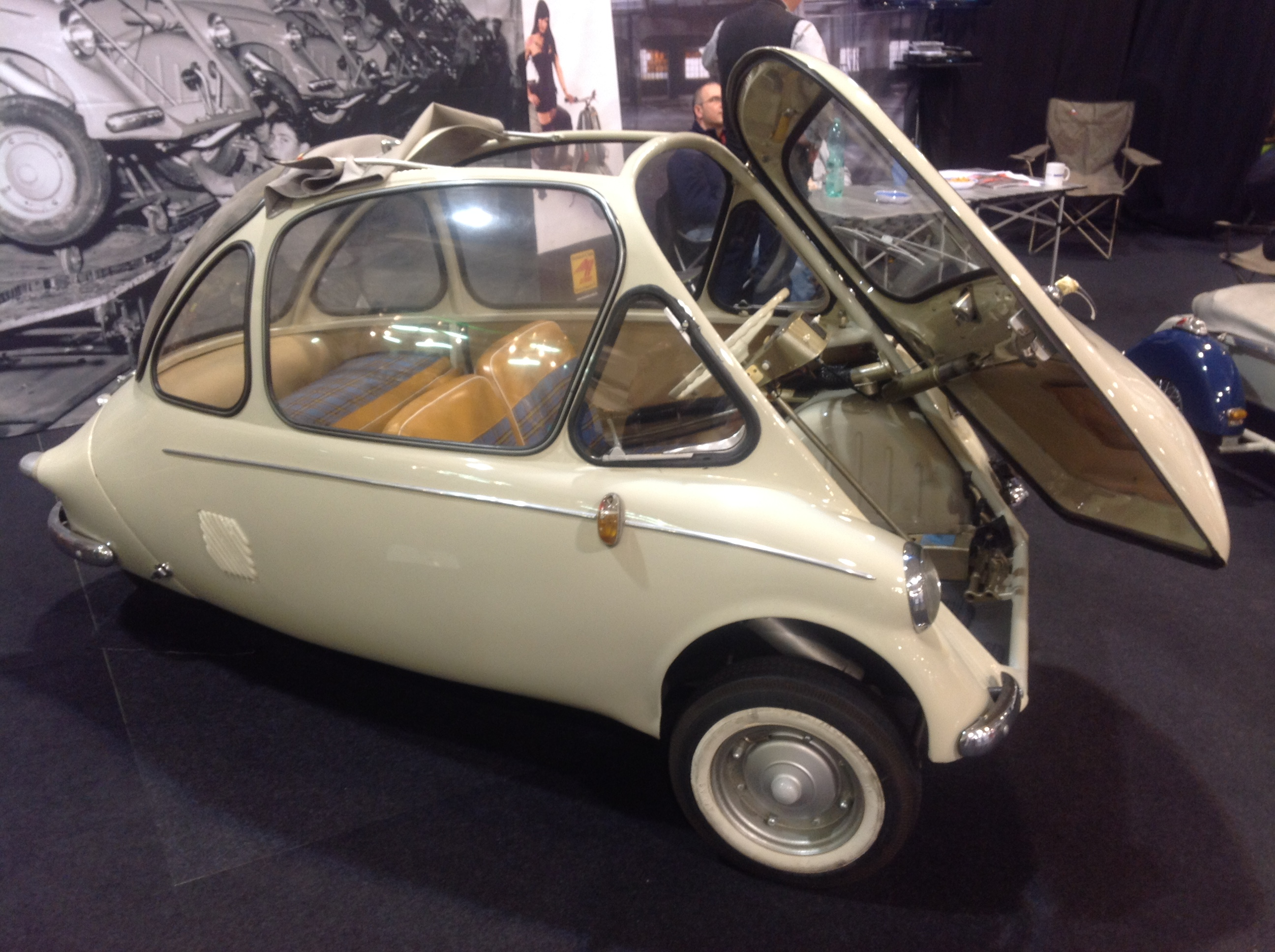
Pootevřená čelní stěna, vzadu nad motorem lavice pro děti

## Karoserie
Aerodynamičtější boubelatý tříkolový vůz vyráběný od března 1956 měl odklápěcí čelní stěnu. Zepředu vypadal jako Isetta, zezadu spíše jako kabinový skútr Messerschmitt. Připomínal prosklené kabiny bombardovacích letounů Heinkel soustřeďující za války celou posádku. Název Kabine byl příznačný. Byl o 25 cm delší a mnohem prosklenější než Isetta. Karoserii podepíral lehký trubkový příhradový rám, nenesl ji těžký žebřinový rám. Letecky konstruovaný vůz byl o třetinu lehčí, ovšem bez náležitě těžké izolace motoru v něm byl větší hluk.
Do vozu se vešli 2 dospělí a 2 děti, které měly lavici vzadu nad motorem. Přístup dozadu umožňovalo sklopné přední opěradlo. Pro nesklopný volant se zdál složitý. Dveře se však daly otevřít dokořán. Mezi dospělé vepředu se v případě potřeby vešlo další menší dítě jako u Isett. Dozadu se vešel kufr, na další zavazadla byl potřeba nosič. Skládací plátěný velkoryse rozměrný vrchlík střechy dovoloval nouzový výstup. Přední boční okénka se dala vyklápět.

## Pohon
Vozy byly osazovány osvědčeným 174 cm³ motorem motocyklu Tourist umístěným před zadní kolo. Výkon byl přenášen přes čtyřstupňovou převodovku zapouzdřeným řetězem na zadní kolo. Mimo tohoto modelu s kódem 150 se ve stejném roce začal vyrábět silnější typ 153 objemu 204 cm³ se zvětšeným vrtáním válce. Měl podvozek se čtyřmi koly – poháněná zadní dvě s rozchodem 220 mm nepotřebovala diferenciál. Od března 1957 byl objem motoru z daňových důvodů snížen na 198 cm³, označení změněno na 154 a vozům na export do zemí s úlevami na tříkolové vozy, například Británie nebo Rakousko, bylo ubráno kolo zadní nápravy.

## Výroba
Heinkel Kabine se i přes vysokou cenu (2 750 DM místo plánovaných 2 500 DM) těšil stále větší oblibě kupujících. Přes většinou kladné reakce na jeho jízdní výkon v motoristickém tisku však nestačila na dosažení zisků nezbytných pro další vývoj. Povolení stavět letadla přišlo v roce 1956. Krátce po smrti Ernsta Heinkela v roce 1958 a vyrobení téměř 12 000 vozů došlo k prodeji licence s výrobním zařízením firmě Dundalk Engineering Company v Irsku, která ale měla problémy s kvalitou. Posléze výroba pokračovala v britské společnosti Trojan pod jménem Heinkel Trojan až do roku 1965. Souběžně s irskou výrobou se v letech 1958 až 1961 licenčně montoval také pro jihoamerický trh v Argentině. Vozítek typu 153 bylo do roku 1957 vyrobeno 6 438 kusů, typu 153 a 154 do roku 1958 5 537. Celkem bylo v továrnách v Německu, Argentině, Irsku a Anglii vyrobeno přibližně 17 000 vozů.

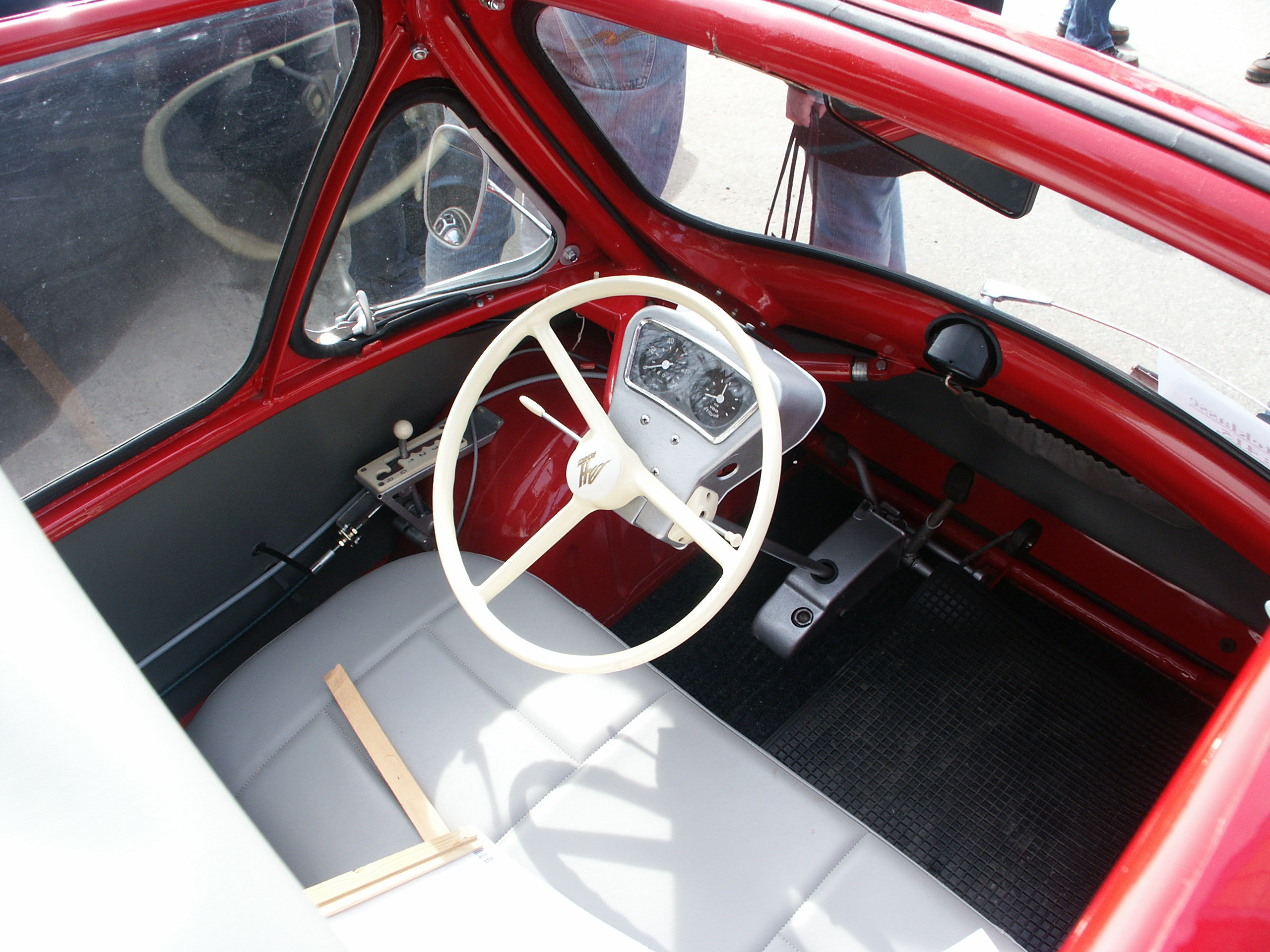
Interiér, vyklápěcí boční okénko

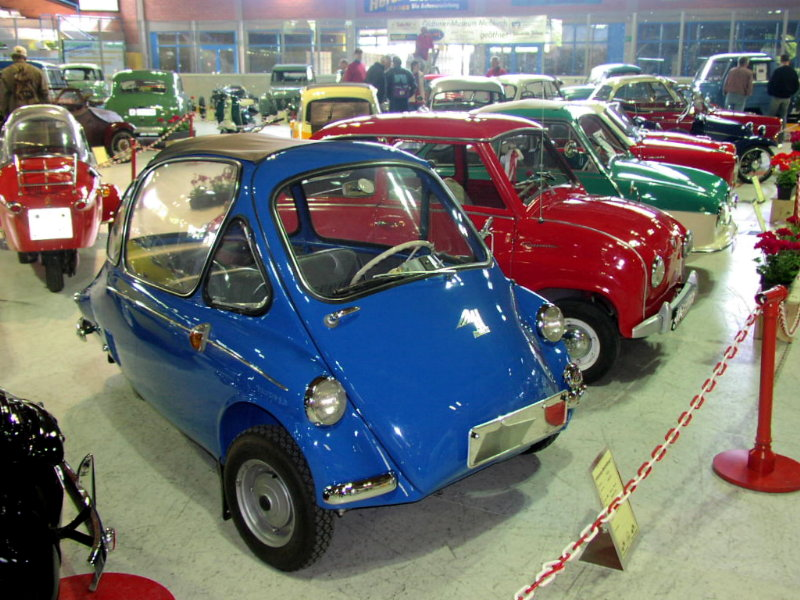
Modrý Heinkel Kabine vedle vozítek Glas Goggomobil (červený),
Fuldamobil (zelenobílý) a kupé Glas Goggomobil TS (červený s bílou střechou), zádí červený tříkolový kabinový skútr Messerschmitt

## Technická data
| Typ                   | 175 (ozn. 150)          | 200 (153)               | 200 (154)               |
| --------------------- | ----------------------- | ----------------------- | ----------------------- |
| Produkce v letech     | 1956–1957               | 1956                    | 1957–1958               |
| Motor                 | jednoválcový čtyřtaktní | jednoválcový čtyřtaktní | jednoválcový čtyřtaktní |
| Rozvod                | OHV                     | OHV                     | OHV                     |
| Vrtání x zdvih        | 60 mm x 61,5 mm         | 65 mm x 61,5 mm         | 64 mm x 61,5 mm         |
| Objem                 | 174 cm³                 | 204 cm³                 | 198 cm³                 |
| Výkon (k)             | 9,2                     | 10                      | 10                      |
| Výkon (kW)            | 6,8                     | 7,4                     | 7,4                     |
| při otáčkách (1/min)  | 5500                    | 5500                    | 5500                    |
| Kroutící moment (Nm)  | 12,9                    | 13,2                    | 13,2                    |
| Kompresní poměr       | 7,4 : 1                 | 6,8 : 1                 | 6,8 : 1                 |
| Spotřeba              | 4 l / 100 km            | 4 l / 100 km            | 4 l / 100 km            |
| Převodovka            | čtyřstupňová            | čtyřstupňová            | čtyřstupňová            |
| Maximální rychlost    | 82 km/h                 | 86 km/h                 | 86 km/h                 |
| Pohotovostní hmotnost | 250 kg                  | 290 kg                  | 290 kg                  |
| Celková hmotnost      | 475 kg                  | 510 kg                  | 510 kg                  |
| Elektrický rozvod     | 12 V                    | 12 V                    | 12 V                    |
| Délka                 | 2550 mm                 | 2550 mm                 | 2550 mm                 |
| Šířka                 | 1370 mm                 | 1370 mm                 | 1370 mm                 |
| Výška                 | 1320 mm                 | 1320 mm                 | 1320 mm                 |
| Rozvor                | 1760 mm                 | 1760 mm                 | 1760 mm                 |
| Rozchod vpředu/vzadu  | 1225 mm                 | 1225 mm / 220 mm        | 1225 mm / 220 mm        |
| Poloměr otáčení       | 8,5 m                   | 8,5 m                   | 8,5 m                   |